# Капустин, Антон Николаевич
Антон Николаевич Капустин (род. 10 ноября 1971, Москва, РСФСР, СССР) — американский физик-теоретик, специалист по теоретической физике и квантовой теории поля, профессор Калифорнийского технологического института, бывший сотрудник Саймоновского центра геометрии и физики в университете Стоуни-Брук, штат Нью-Йорк, США. Сын пианиста Николая Капустина.

## Образование
Сын композитора Николая Гиршевича Капустина и Аллы Семёновны Барановской. В 1993 году Капустин получил степень бакалавра наук в Московском государственном университете им. М. В. Ломоносова. Сдал диссертацию под руководством профессора Джона Ф. Прескилла, окончив Калифорнийский технологический институт в 1997 году, получил степень Ph.D.

## Научная деятельность
Его научная работа связана прежде всего с S-дуальностью, калибровочной теорией, а также в области теоретической физики и геометрическим подходом Ленглендса. В течение последующих лет жизни в США он посвятил свою жизнь исследованию некоммутативной геометрии, квантовой теорий поля и теоретической физике.